# Rock Festival
| Recensione | Giudizio |
| ---------- | -------- |
| AllMusic   | [ 1 ]    |

Rock Festival è il quarto album discografico (e primo live della discografia del gruppo) dei The Youngbloods, pubblicato dall'etichetta discografica Raccoon Records (ed anche dalla Warner Bros. Records) nell'ottobre 1970.
L'album raggiunse la posizione numero 80 della Chart The Billboard 200.

## Tracce
Lato A
1. It's a Lovely Day – 2:35 (Jesse Colin Young)
2. Faster All the Time – 3:55 (Lowell Levinger)
3. Prelude – 1:01 (Jesse Colin Young, Lowell Levinger, Joe Bauer)
4. On Beautiful Lake Spenard – 4:56 (Lowell Levinger)
5. Josiane – 5:23 (Jesse Colin Young)

Lato B
1. Sea Cow Boogie – 0:22 (Jesse Colin Young, Lowell Levinger, Joe Bauer)
2. Fiddler a Dram – 5:12 (Tradizionale; arrangiamento di Lowell Levinger)
3. Misty Roses – 4:05 (Tim Hardin)
4. Interlude – 2:12 (Lowell Levinger)
5. Peepin' 'N' Hidin' (Baby, What You Want Me to Do) – 5:06 (Jimmy Reed)
6. Ice Bag – 2:22 (Jesse Colin Young, Lowell Levinger, Joe Bauer)

## Formazione
- Jesse Colin Young - basso, chitarra, voce solista
- Banana (Lowell Levinger) - chitarra, tastiere
- Joe Bauer - batteria

Musicista aggiunto
- Richard Earthquake Anderson - armonica (brano: Peepin' 'N' Hidin' (Baby, What You Want Me to Do))

Note aggiuntive:
- Registrazioni effettuate da Bob e Betty per Alembic a:
- The Family Dog on the Great Highway di San Francisco, California il 29 marzo 1970
Provo Park di Berkeley, California, il 19 maggio 1970
University of Santa Clara, Santa Clara, California, il 18 aprile 1970
Euphoria di San Rafael, California, il 19 luglio 1970
Pacific High Recording, San Francisco, California, il 21 luglio 1970
Barn di Marshall, California, il 16 aprile 1970
- Joe Bauer - album design e fotografie[4]